# Architectenbureau Alberts en Van Huut

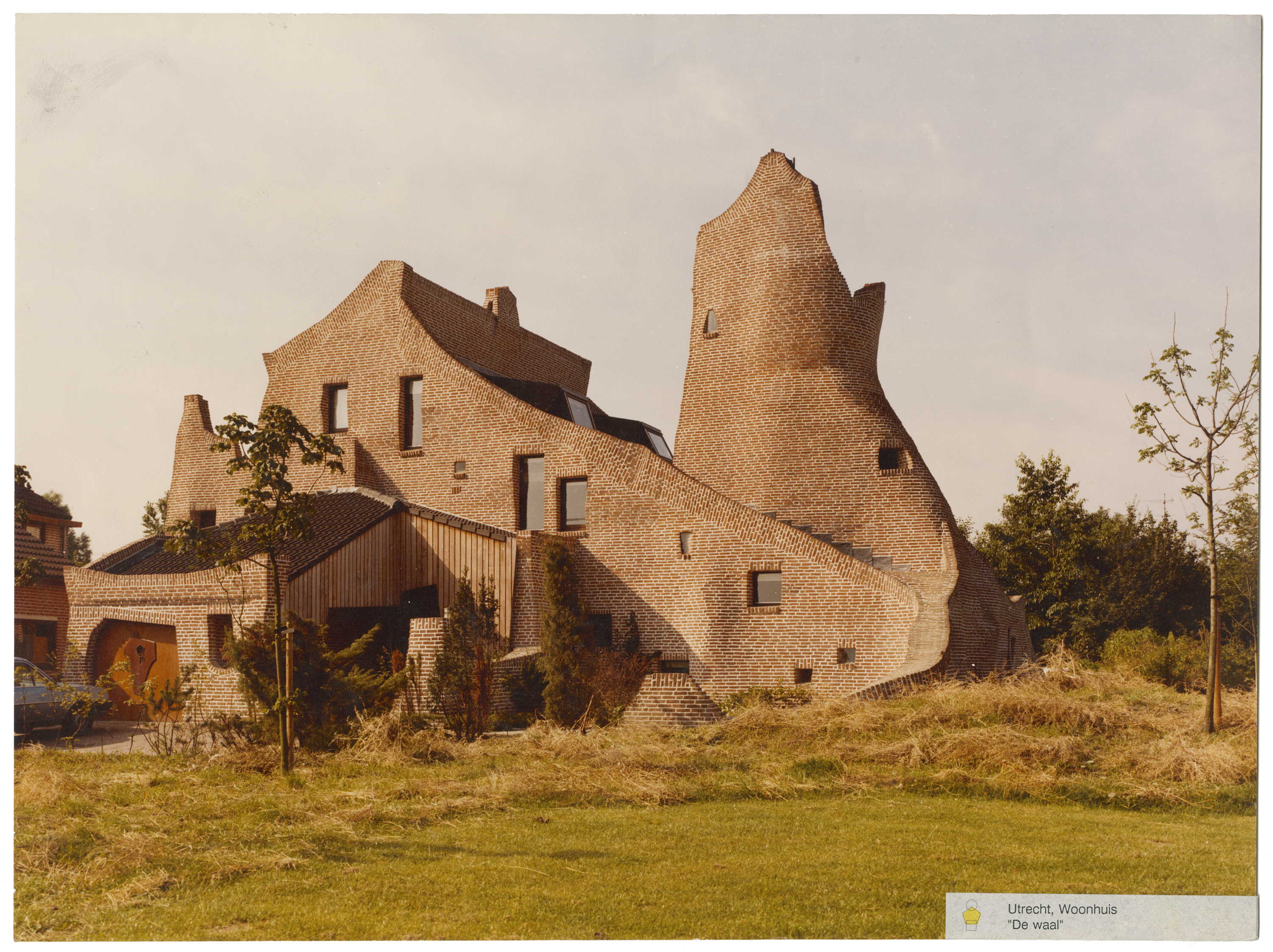
Huis de Waal in de Utrechtse wijk Rijnsweerd in de originele staat.

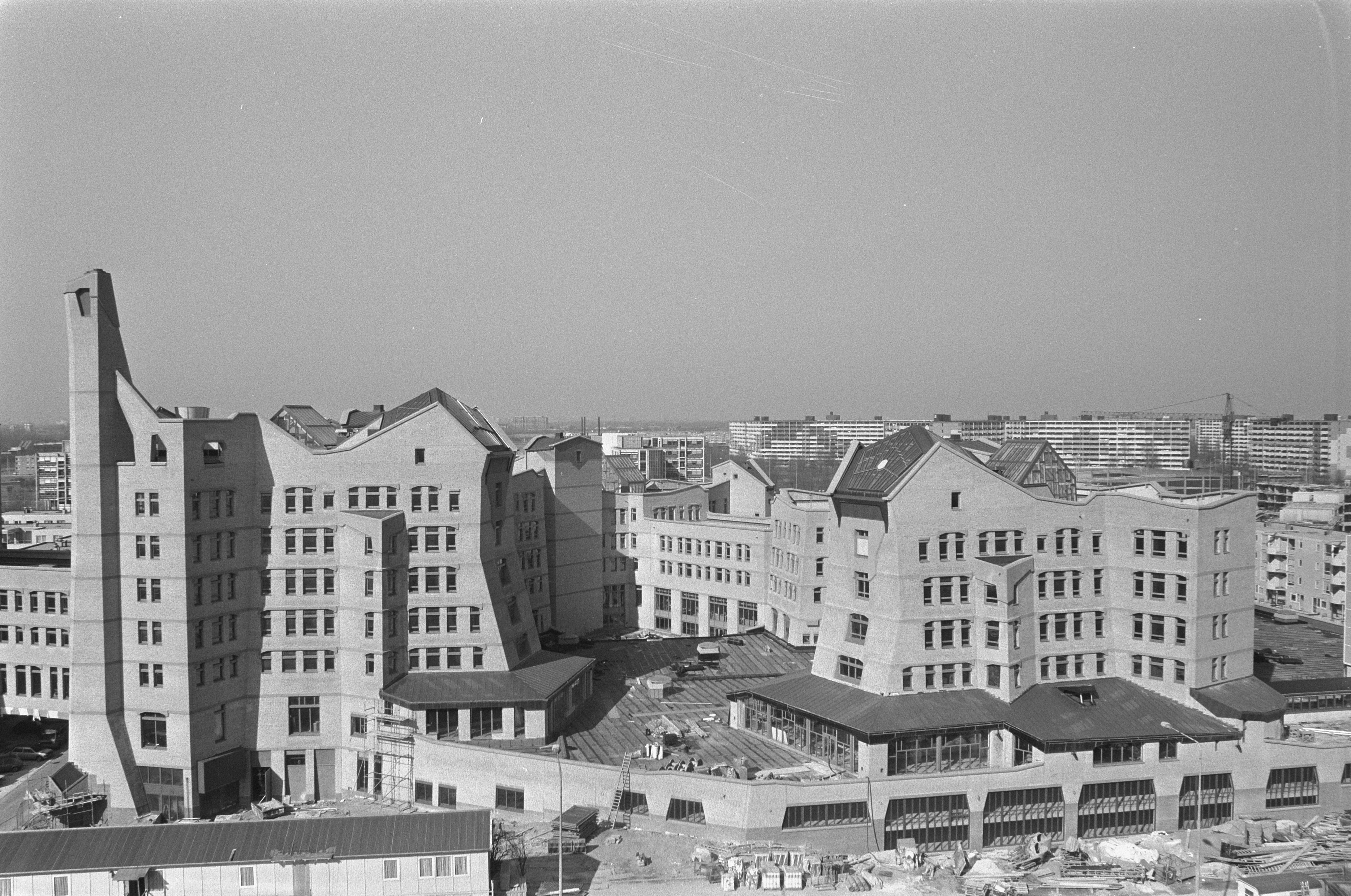
Het voormalig hoofdkantoor van de NMB en ING bank in Amsterdam-Zuidoost

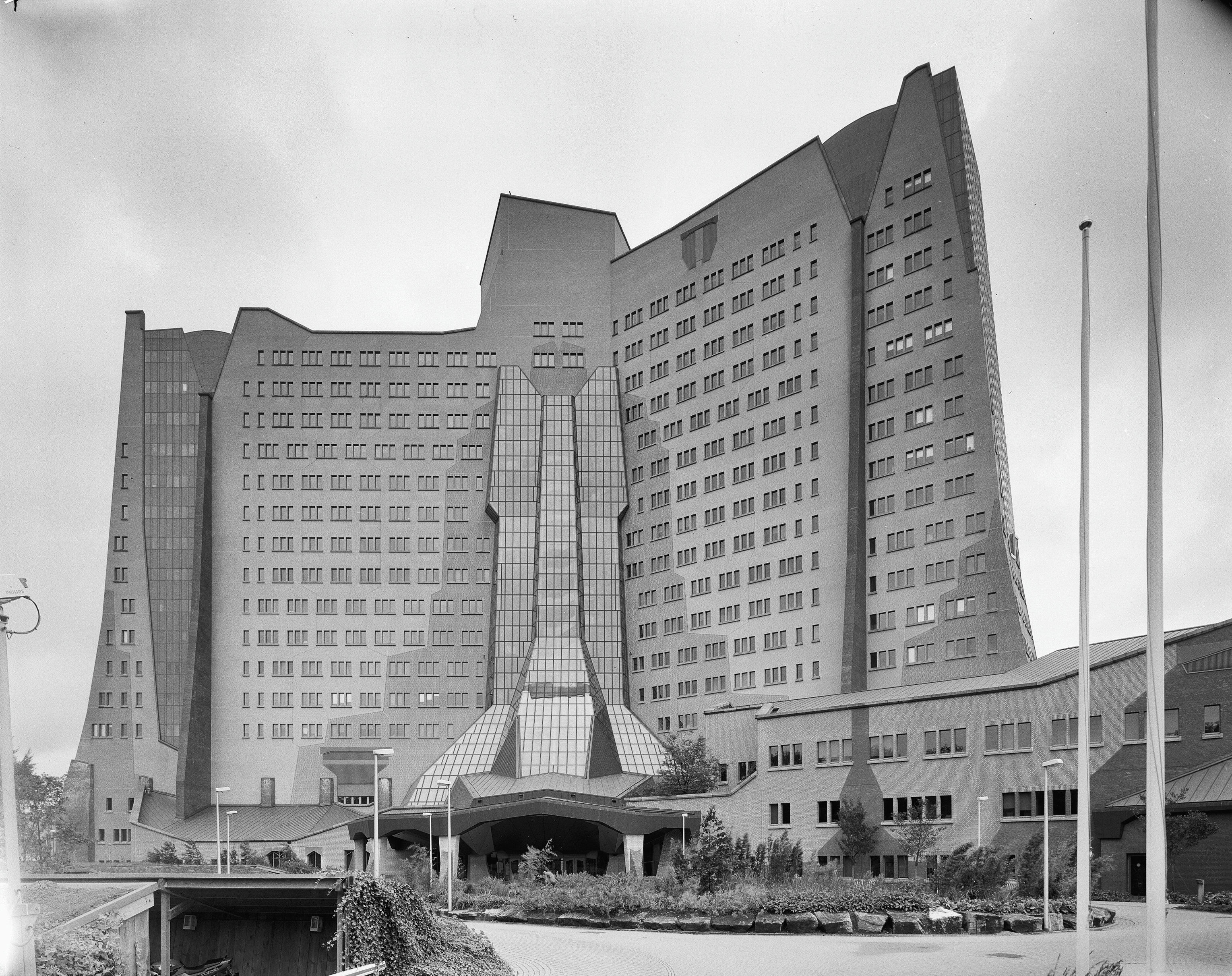
Het Gasuniegebouw in Groningen in 1998

Architectenbureau Alberts en Van Huut was een Nederlands architectenbureau, opgericht in 1963 en opgeheven in 2024 en was gevestigd in Amsterdam en later in Haarlem.
Alberts en Van Huut was een nationaal en internationaal opererend architectenbureau voor landschap, stedenbouw, architectuur en interieur. Het bureau is vooral bekend geworden met zijn ontwerp voor het voormalig hoofdkantoor van de ING Bank in Amsterdam-Zuidoost en het ontwerp voor het Hoofdkantoor Gasunie in Groningen.

## Oprichting
Op 1 april 1963 richtte Ton Alberts een architectenbureau op. In deze eerste jaren hield het bureau zich vooral bezig met kleine opdrachten. Vanaf 1975 werd hij bijgestaan door Max van Huut. Eind jaren 1970 kreeg het bureau zijn belangrijkste opdracht, het ontwerp voor het hoofdkantoor van de NMB Bank (later ING), te Amsterdam. In 1987 werd Max van Huut partner in het bureau dat Architectenbureau Alberts en Van Huut ging heten. Sinds 1993 werkte het Haarlemse Alberts, Van Huut en Partners de ontwerpen van Alberts & Van Huut uit. In 1994 kwam Marius Ballieux erbij. Alberts overleed in 1999, de werkzaamheden gingen verder onder leiding van Van Huut. Deze sloot ten slotte per 2024 het bureau.
De projecten waren uiteenlopend van aard, zoals kerken, scholen, gemeentehuizen, sportcentra, theaters, kantoorgebouwen en vele projecten in de gezondheidszorg. Tevens zijn er landschappelijke- en stedenbouwkundige projecten gerealiseerd.

## Stijl
Het bureau maakte ontwerpen in een organische stijl. Deze 'stijl' kent geen typische stijlkenmerken, maar gaat eerder over een ontwerpinstelling. Organische architectuur heeft tot doel schoonheid en harmonie te creëren, die het menselijke welzijn verbetert.
Architectenbureau Alberts en Van Huut ging uit van de samenhang tussen landschap, stedenbouw en architectuur. De architectuur werd niet los gezien van haar omgeving. Het interieur moest op zijn beurt weer verbonden zijn met de architectuur.

## Geselecteerde projecten

#### Gebouwd
- Woonhuis de Waal, Utrecht, 1980
- Winkelcentrum De Eglantier, Apeldoorn, 1981
- Het Zandkasteel (voormalig hoofdkantoor ING), Amsterdam, 1987
- De Bovenlanden (Kantoor KPMG), Amstelveen, 1991
- Hoofdkantoor Gasunie, Groningen, 1994
- Kantorencomplex Castellum, Den Haag, 1994
- Kantoorgebouw ING bank, Capelle aan den IJssel, 1995
- Gemeentelijke kantoren Gennep en urbane integratie, Gennep, 1996
- Faculteit Geo-Informatie Wetenschappen en Aardobservatie (ITC), Enschede, 1996
- Museum De Buitenplaats, Eelde, 1996
- Gemeentehuis Wormerland, Wormer, 1997
- Politiebureau Den Helder, Den Helder, 1998
- Zorgcomplex het Reinaldahuis, Haarlem, 1998
- Teleport Tower, Amsterdam, 2000
- Gemeentehuis Borger-Odoorn, Exloo, 2000
- Gebouw Dierenambulance Amsterdam aan het Voorlandpad, 2001
- Kantoor DSB Bank (vanaf 2011 gemeentehuis Medemblik), Wognum, 2004
- Gemeentehuis De Wolden, Zuidwolde, 2003
- ROC De Leijgraaf, Oss, 2004
- Schouwburg Het Park, Hoorn, 2004
- Wooncomplex De Bijeberg, Barneveld, 2005
- Elisakerk met Karmelklooster, Almelo, 2008
- Appartementengebouw het Domein, Houten, 2008
- Gemeentehuis Texel, Den Burg, 2010
- Theater Sneek, Sneek, 2012
- Isala ziekenhuis, Zwolle, (i.s.m. a/d Amstel architecten), 2013

### Galerij
Projecten zijn op volgorde van voltooiing 

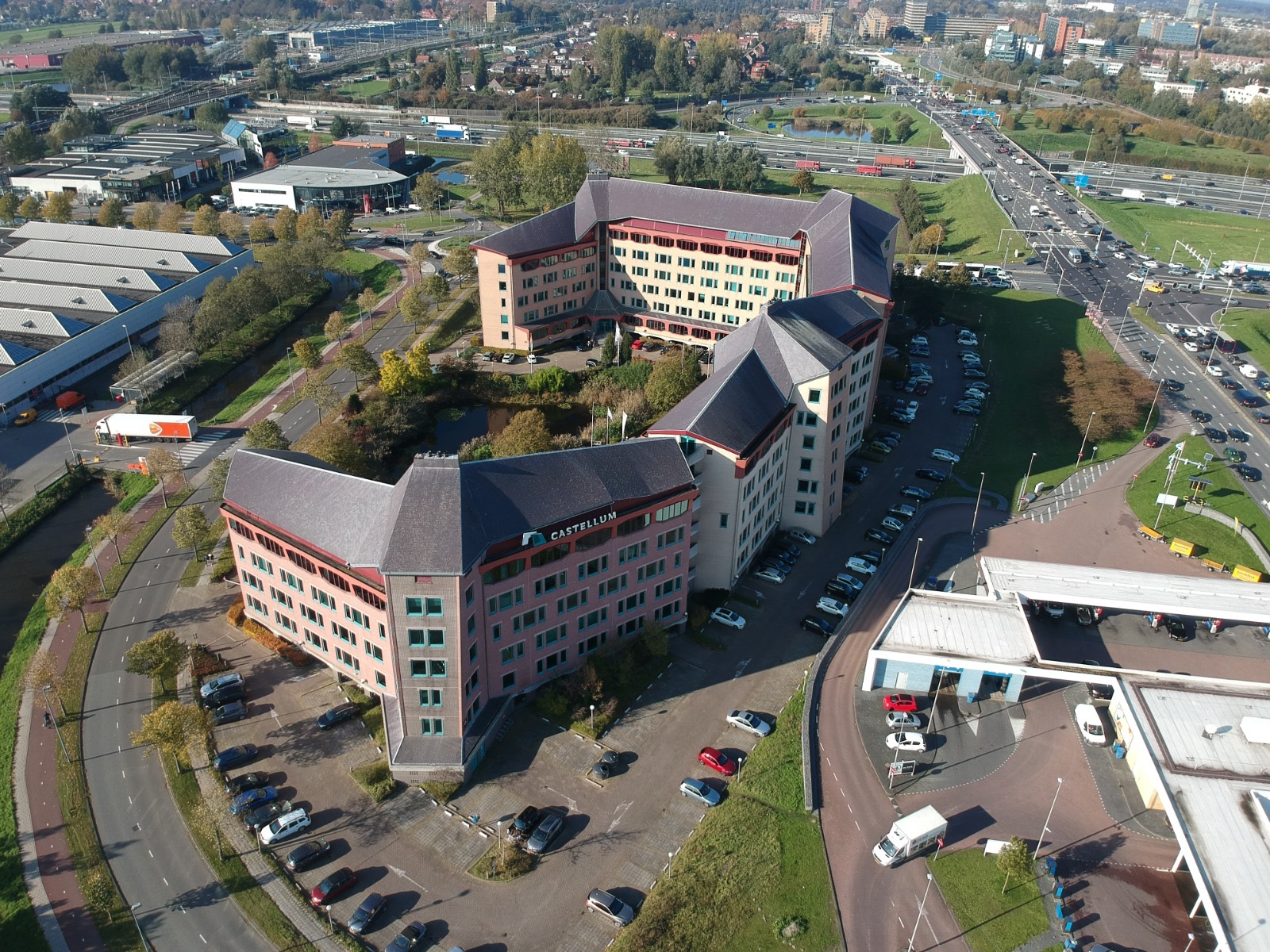
Kantorencomplex Castellum, Den Haag (1994)

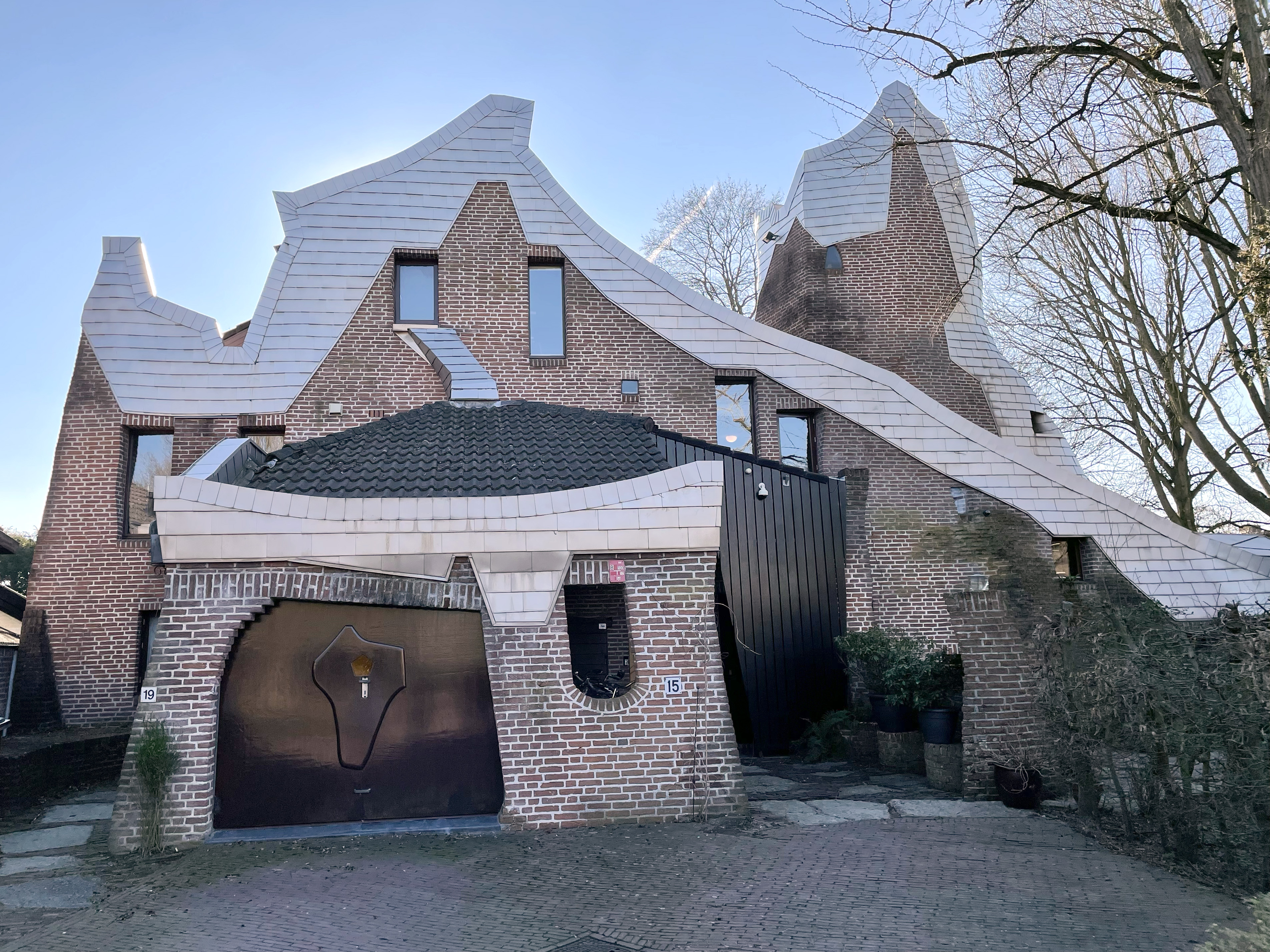
Woonhuis De Waal, Utrecht (1980)
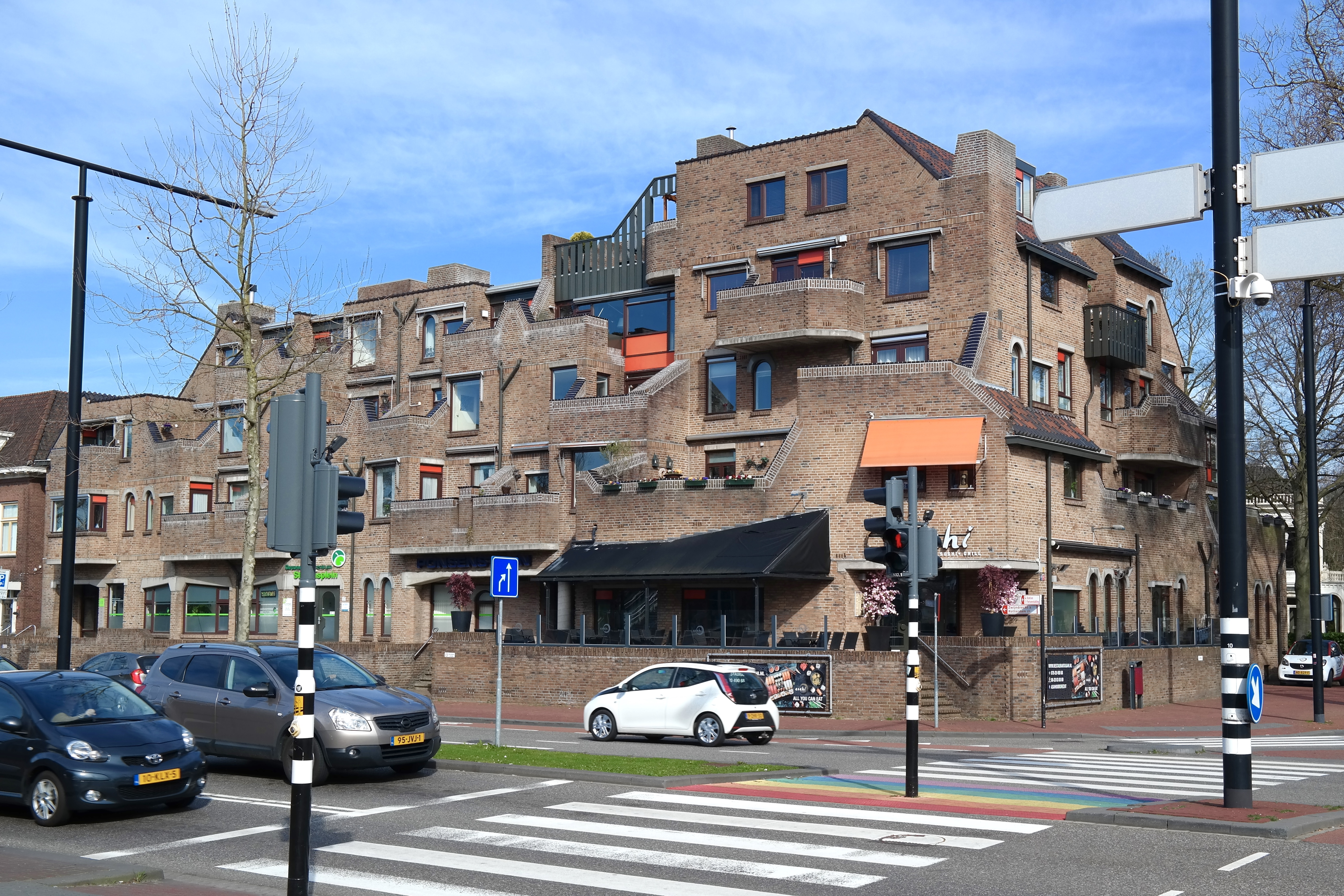
Ponsensteyn, Dordrecht (1980)
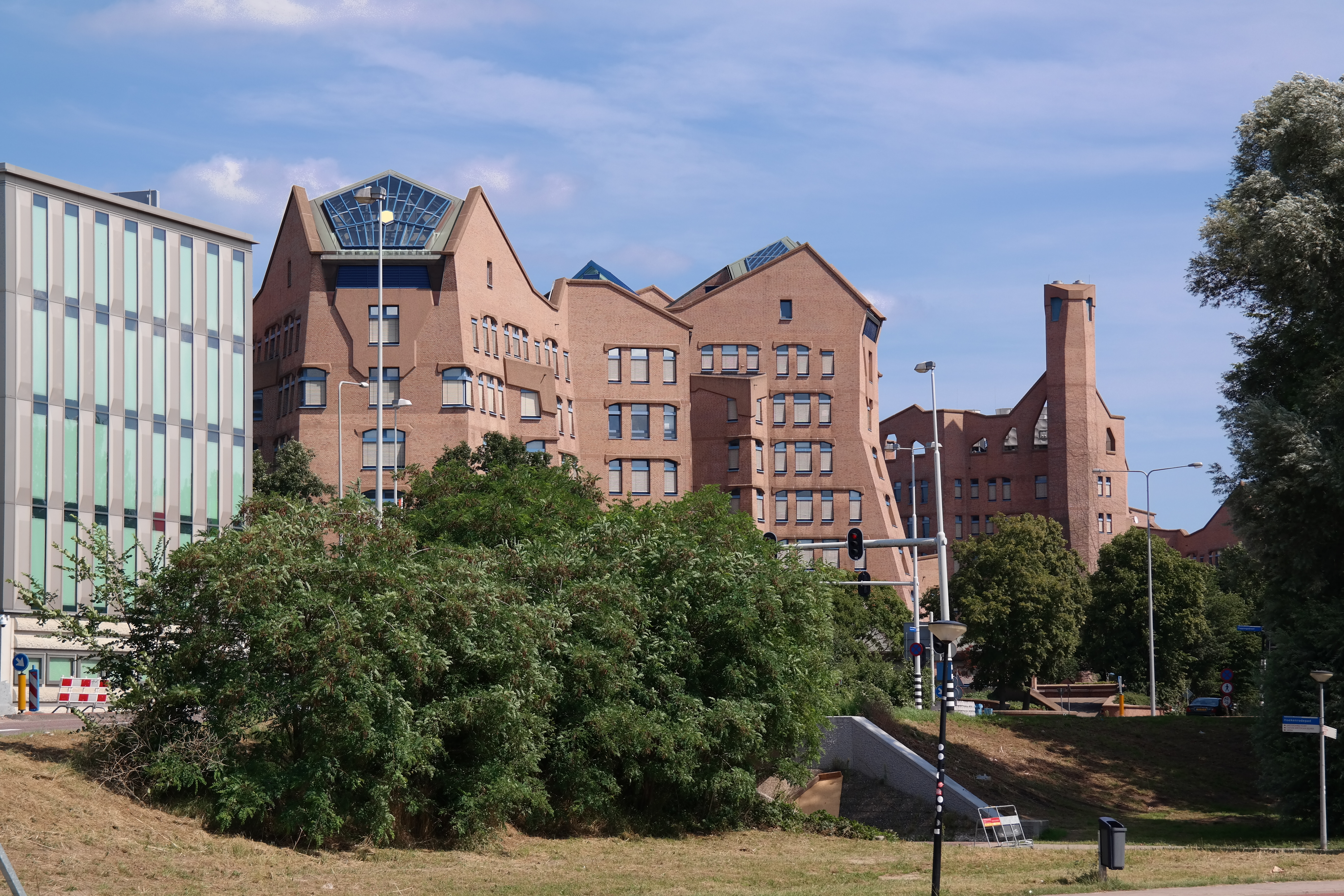
Wooncomplex 'Het Zandkasteel', Amsterdam (1987)
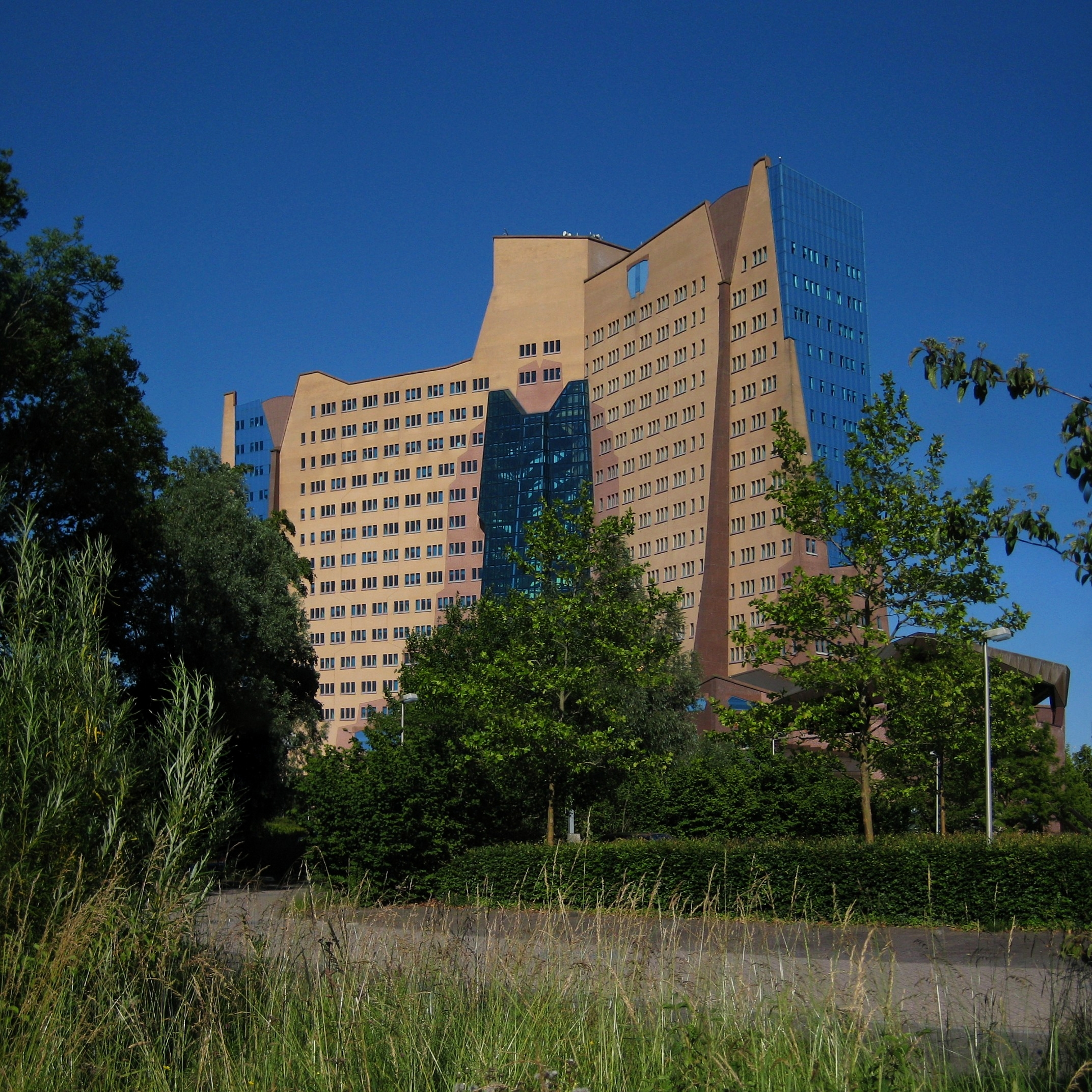
Hoofdkantoor Gasunie, Groningen (1994)
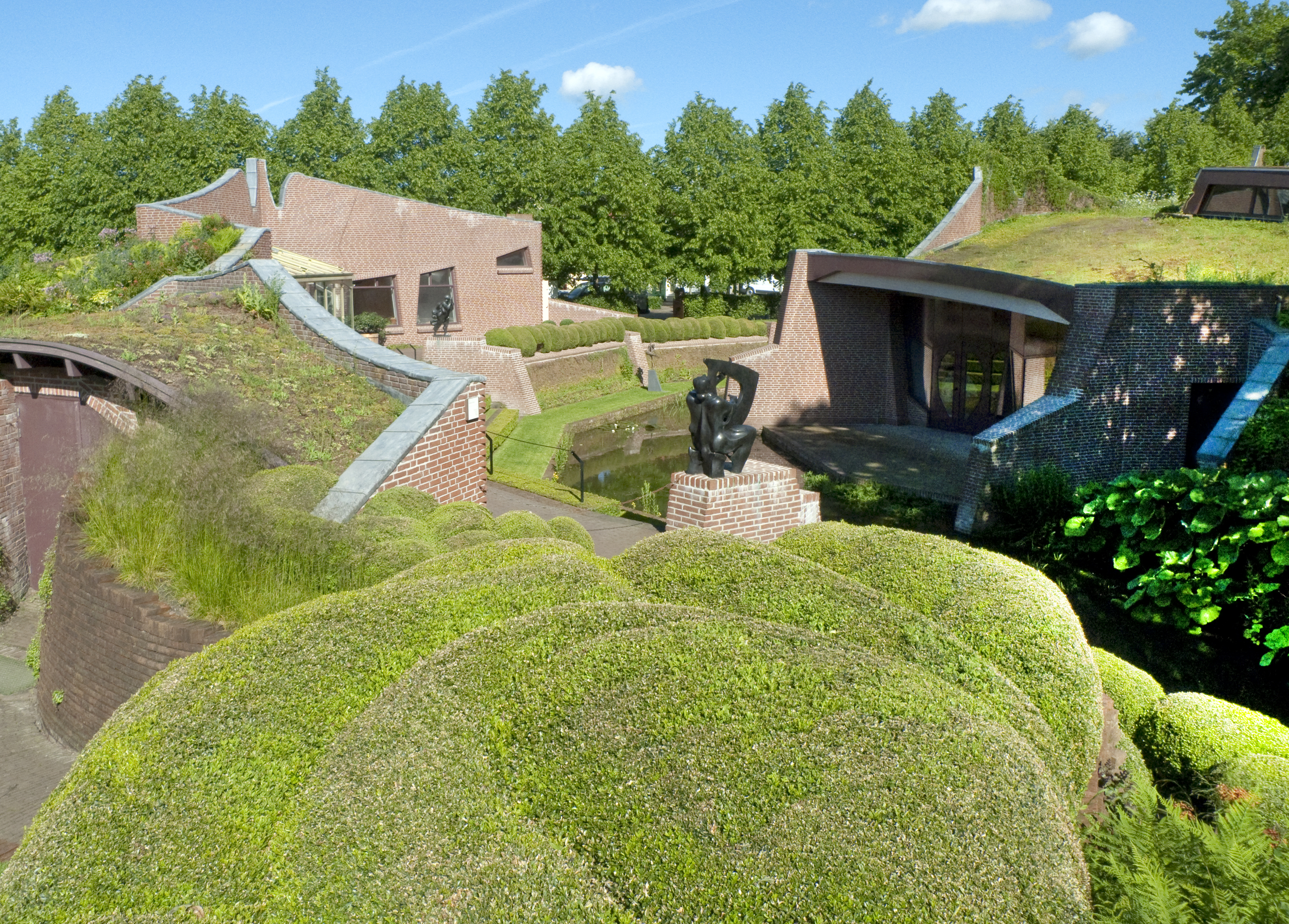
Museum De Buitenplaats, Eelde (1996)
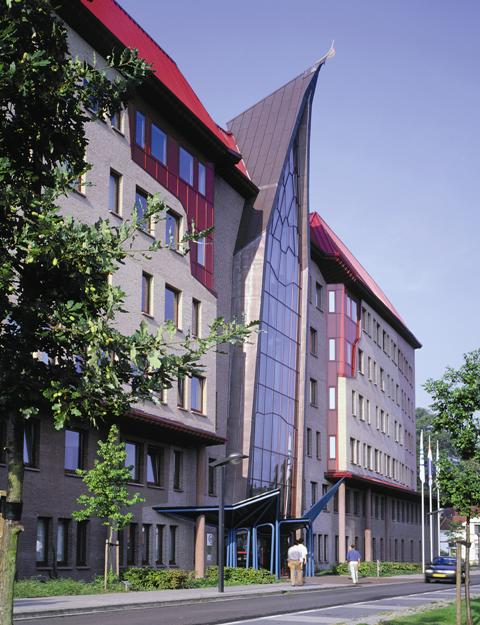
ITC-complex, Enschede (1996)
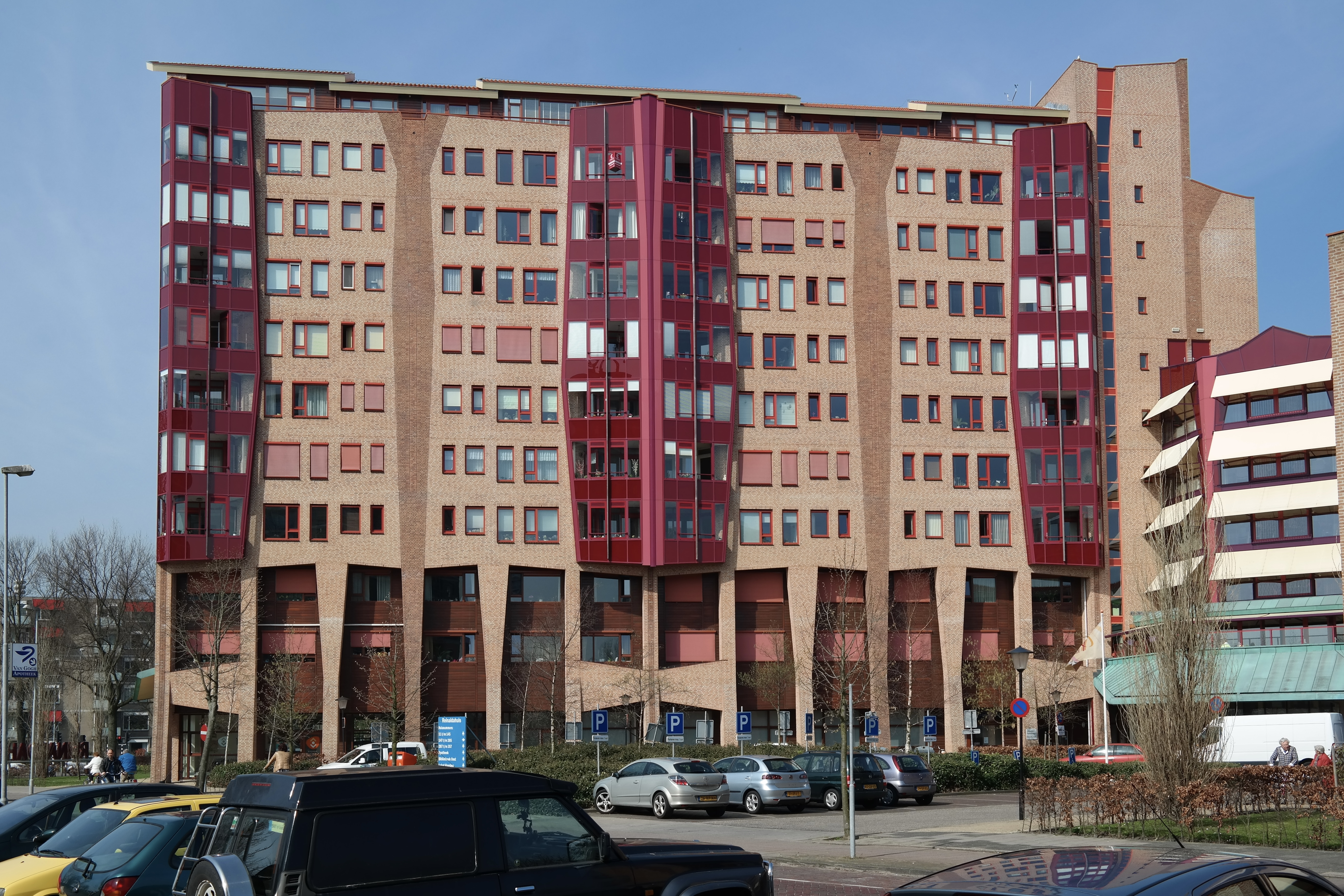
Zorgcomplex het Reinaldahuis, Haarlem (1998)
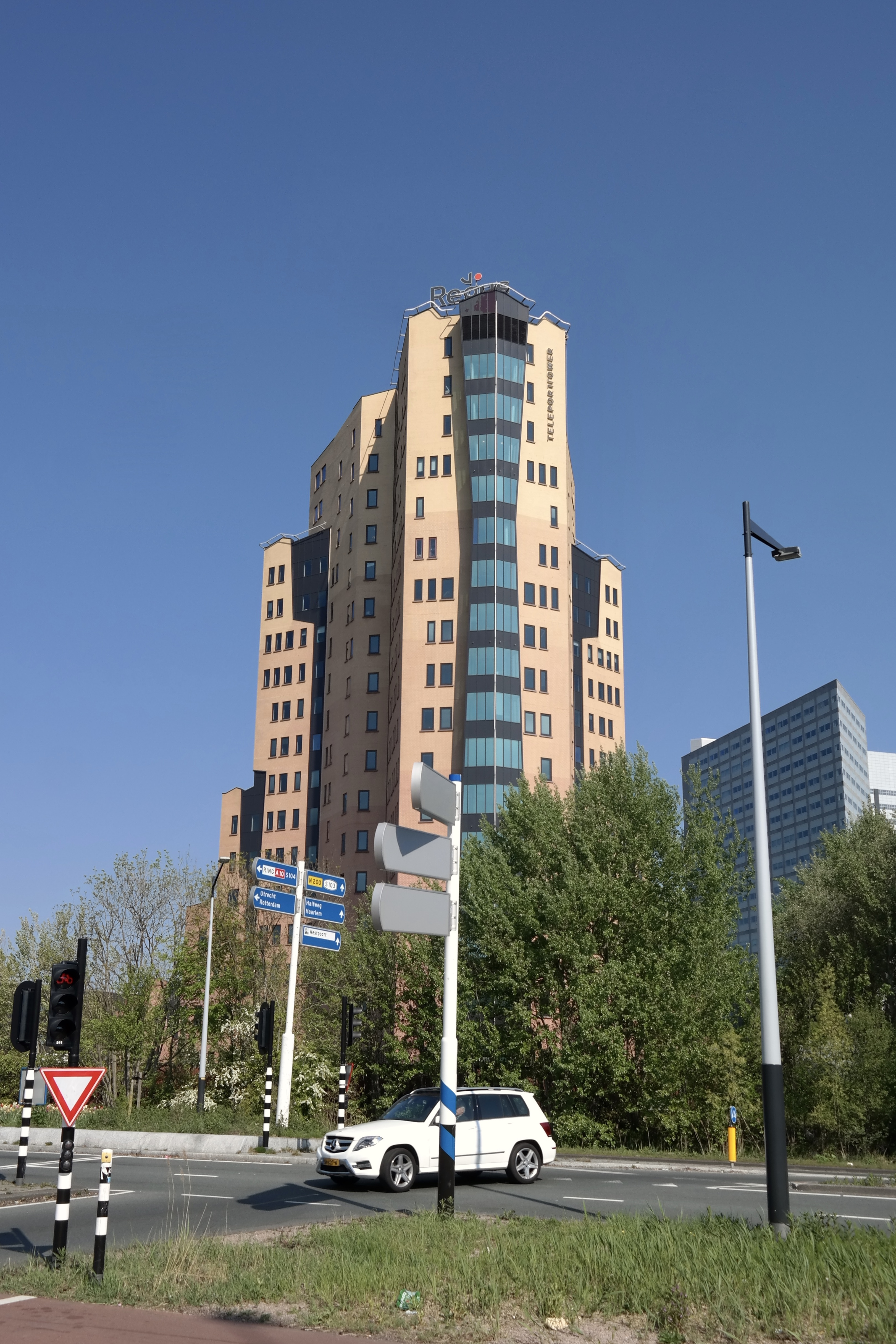
Teleport Tower, Amsterdam Westpoort (2000)
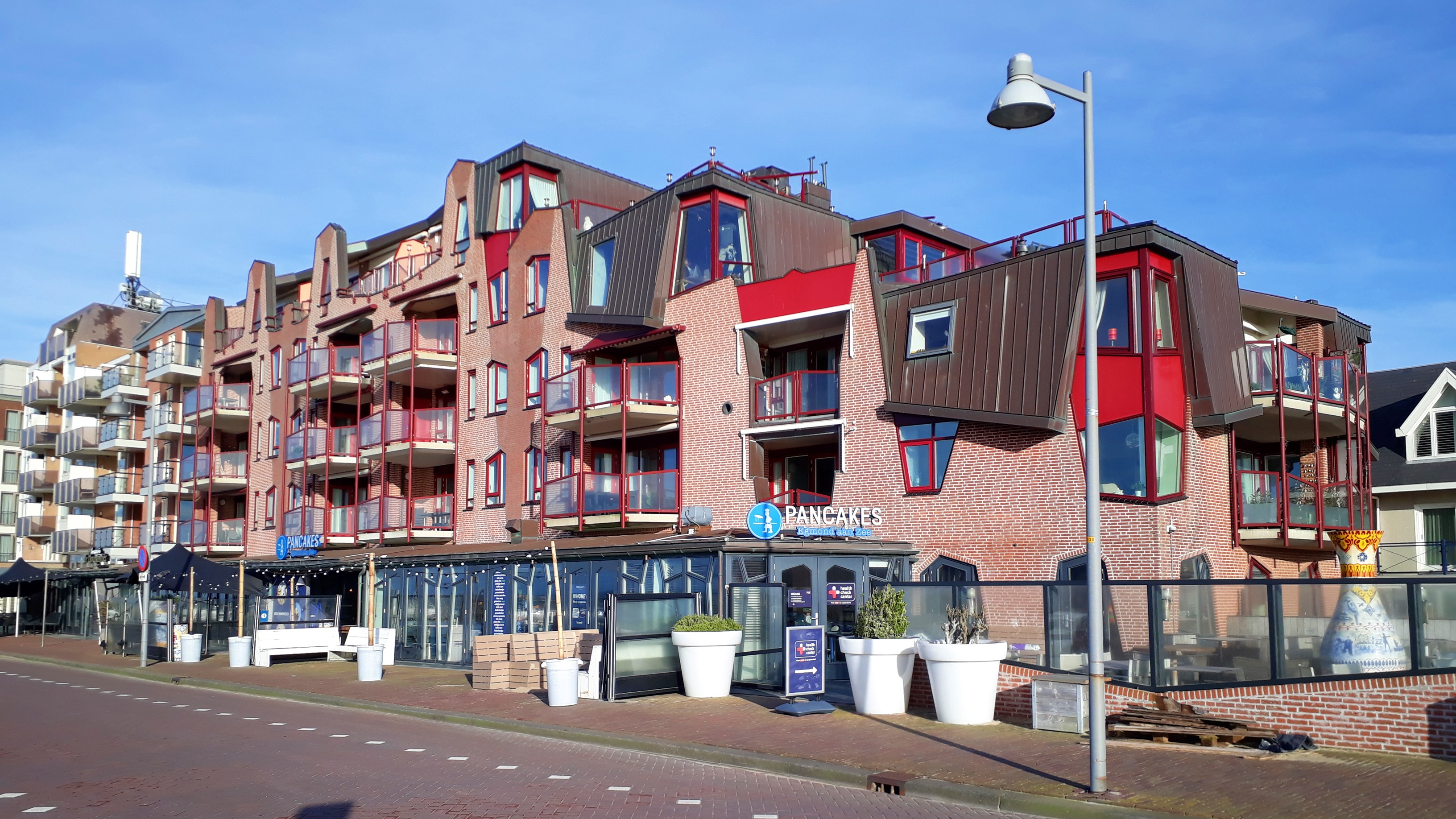
Residence Zeezicht, Egmond aan Zee (2000)
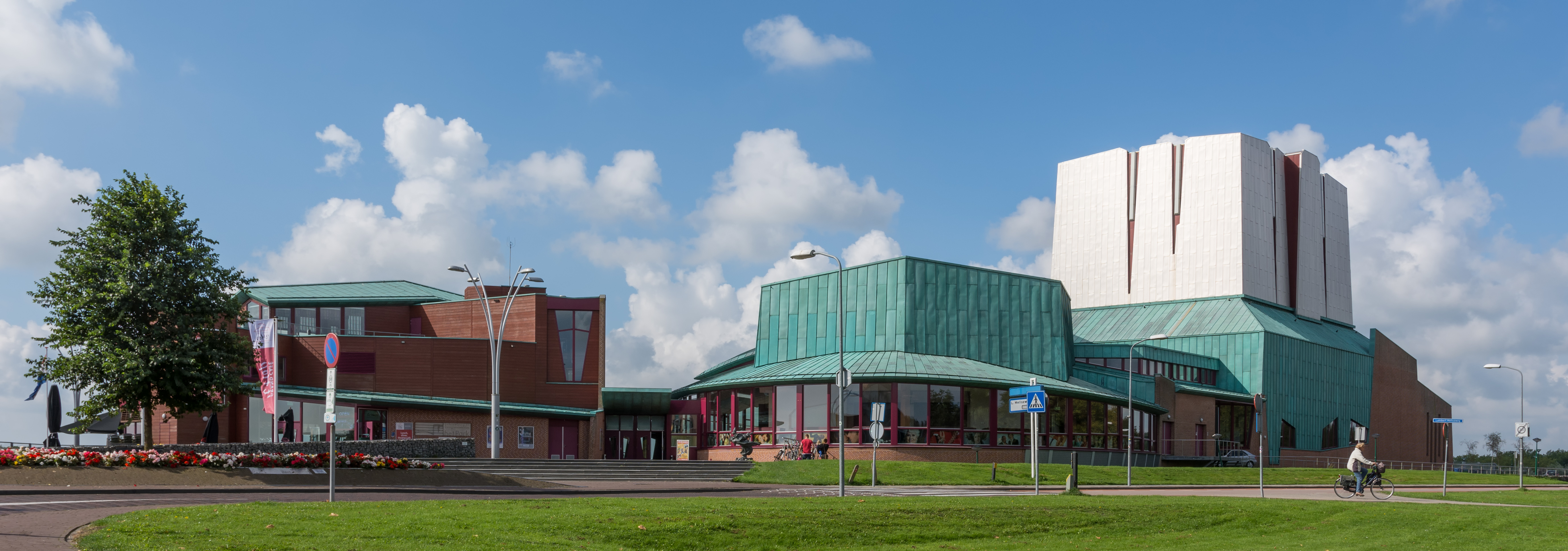
Schouwburg Het Park, Hoorn (2004)
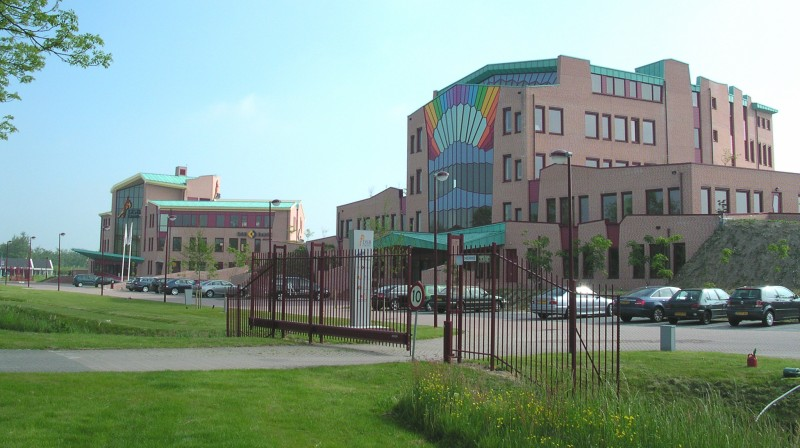
Kantoor DSB bank, Wognum (2004)
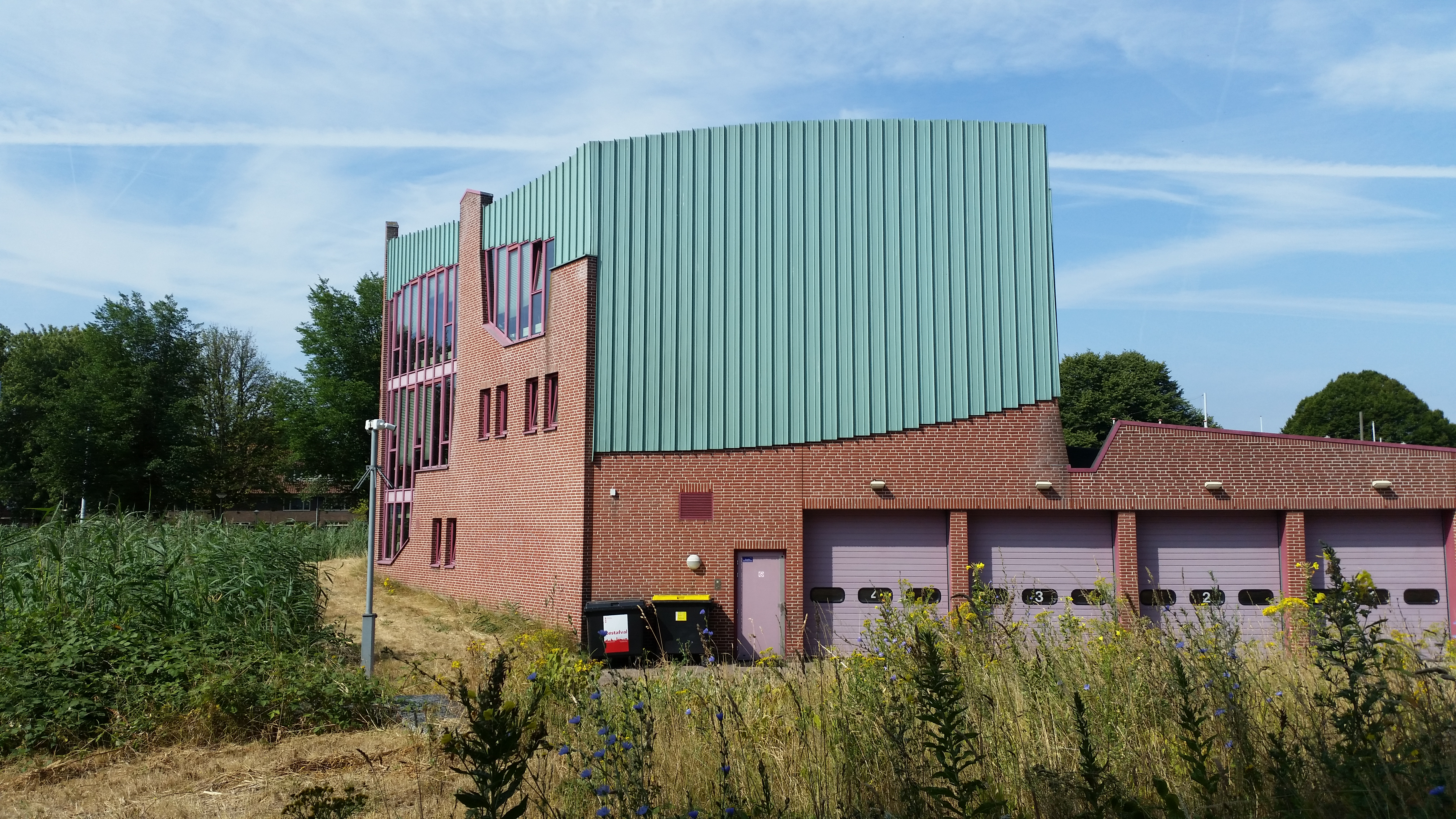
Gebouw Dierenambulance, Amsterdam (2005)
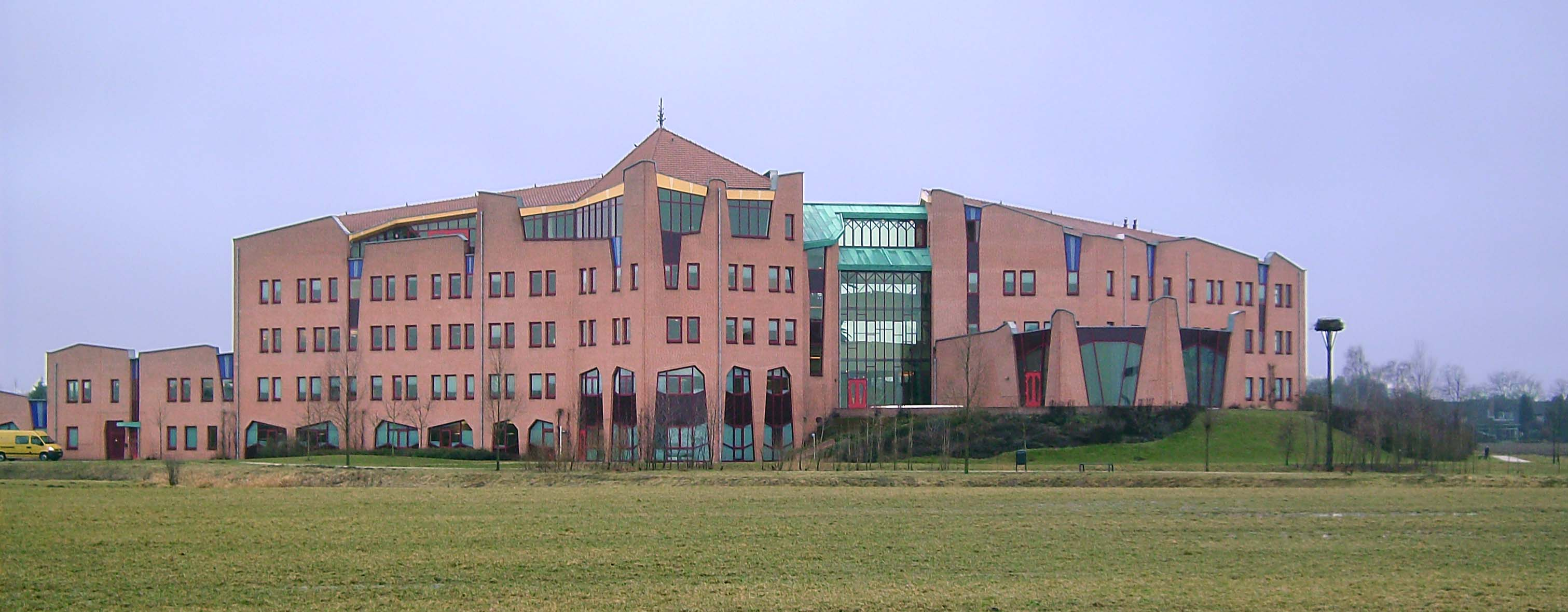
Gemeentehuis Buren, Maurik (2005)
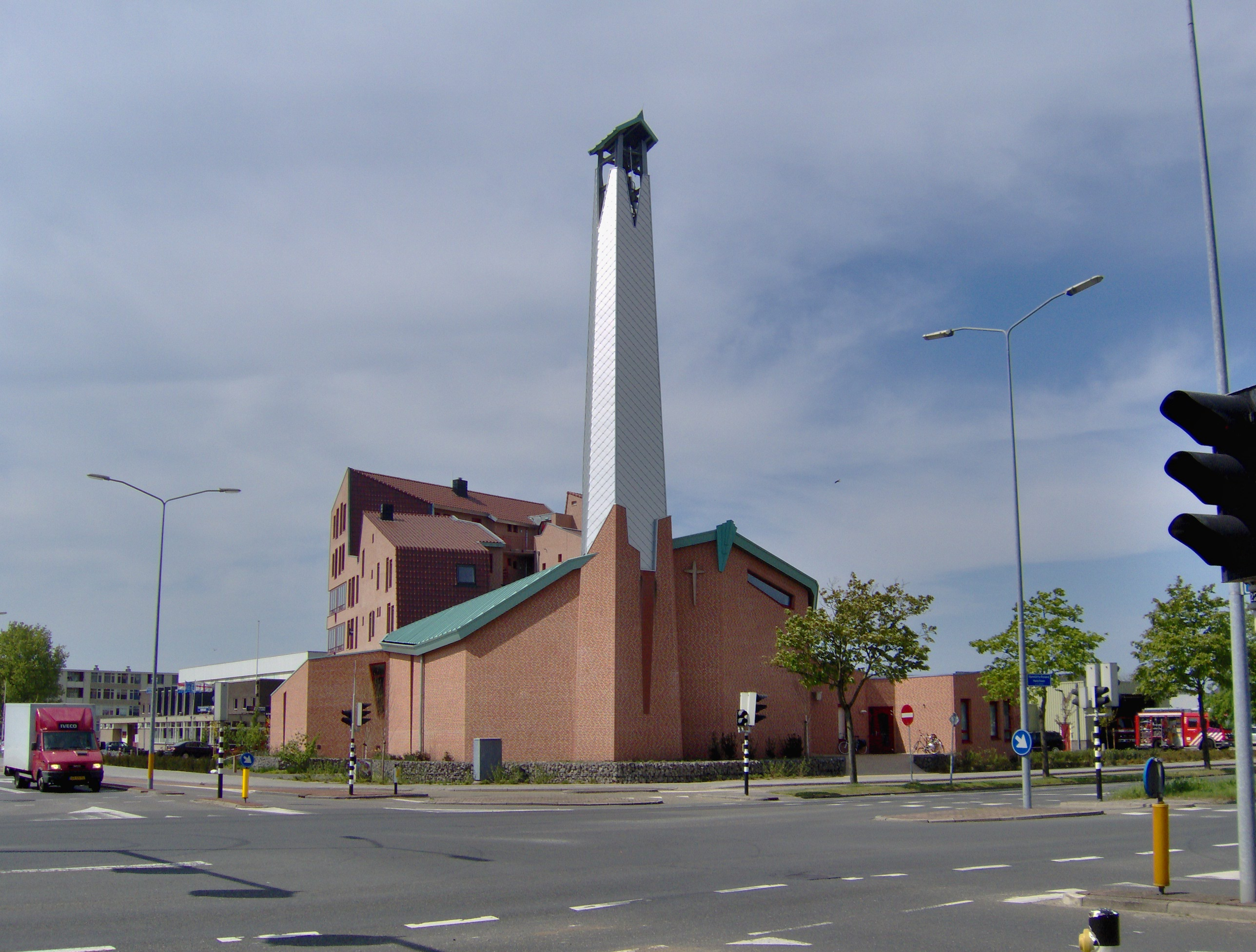
Elisakerk en klooster, Almelo (2008)
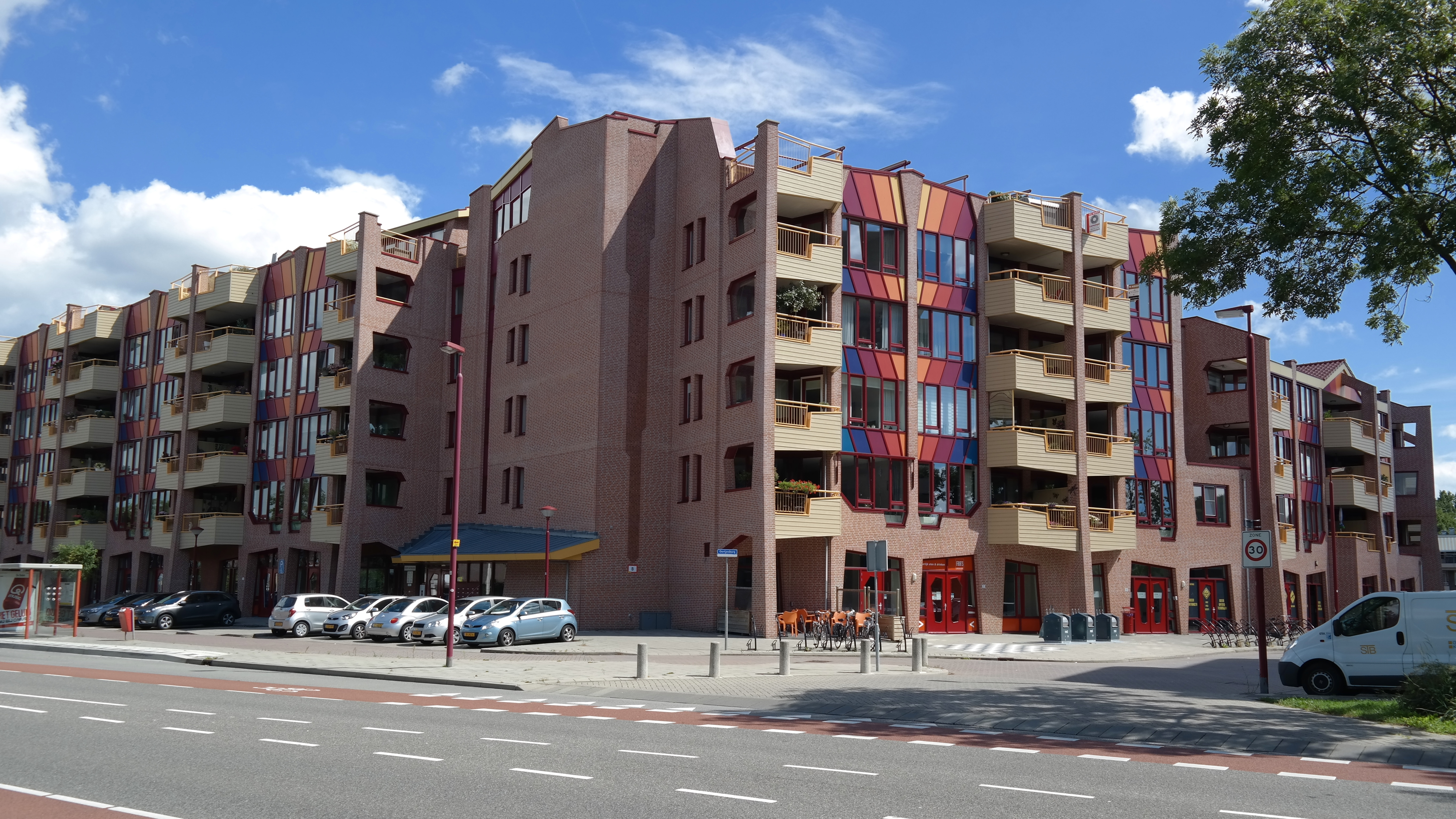
Appartementencomplex De Nieuwe Baten, Nieuwegein (2012)
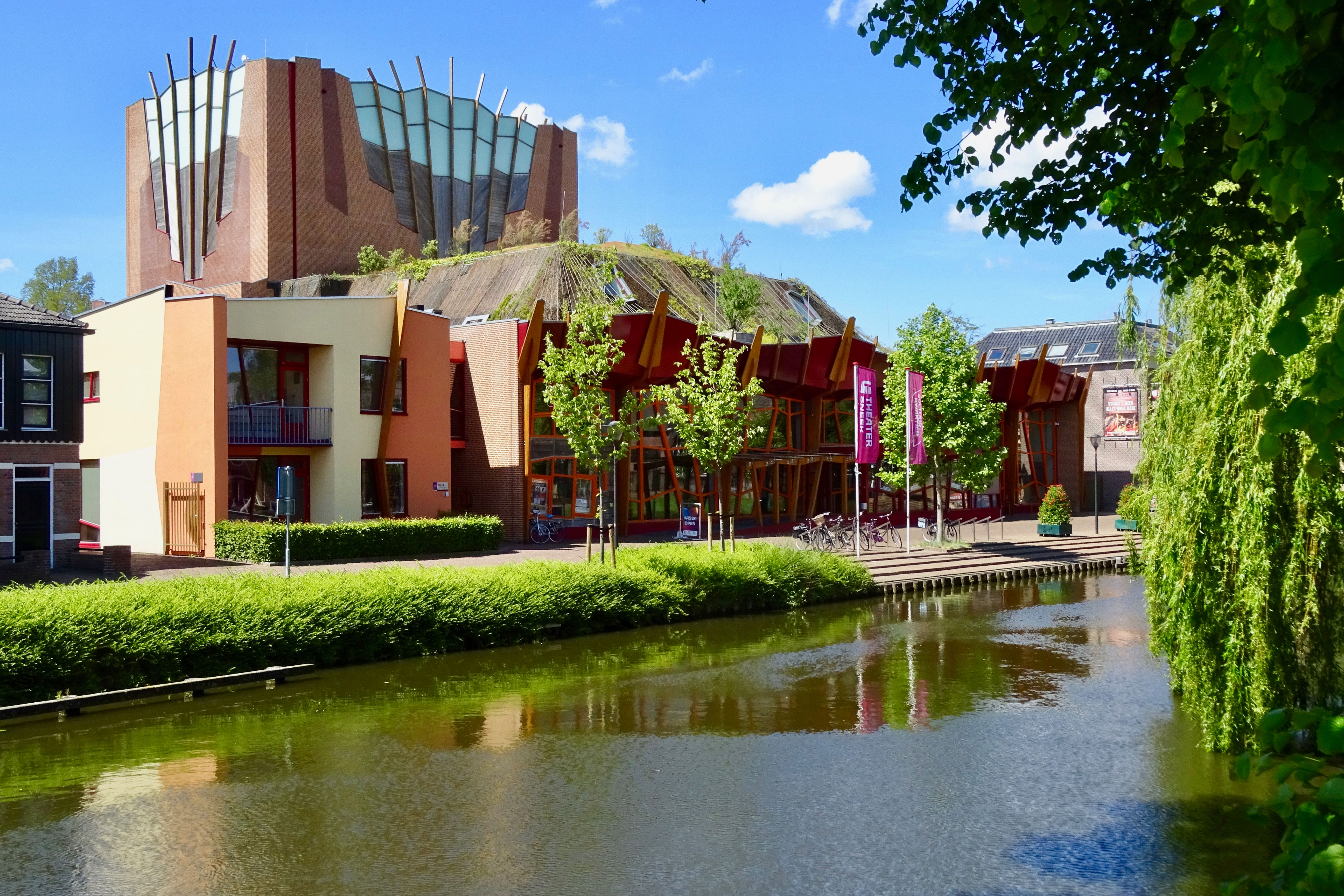
Theater Sneek, Sneek (2012)
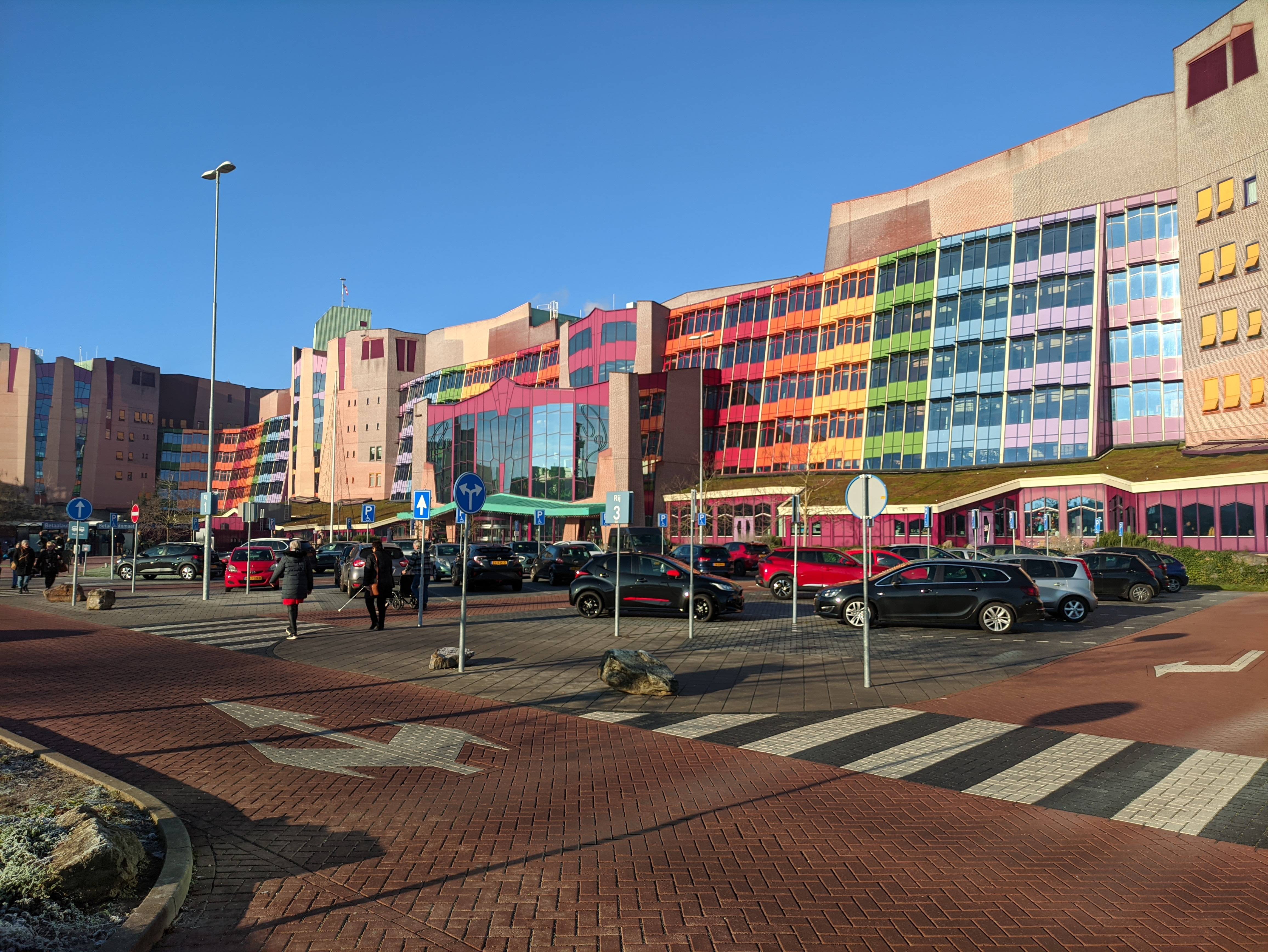
Isala Ziekenhuis, Zwolle (2013)

## Prijzen
- Publieksprijs Amsterdam, 1987
- Betonprijs, 1987
- European Brick Award, 1989
- Publieksprijs voor KPMG gebouw, 1991
- Publieksprijs voor Schouwburg het Park, Hoorn, 2004
- Publieksprijs voor ROC De Leijgraaf, 2006